# Franz Brentano
Franz Clemens Honoratus Hermann Brentano (16 tháng 1, 1838 – 17 tháng 3 năm 1917) là một triết gia, nhà tâm lý học và tu sĩ dòng Đa Minh người Đức. Những tác phẩm của ông ảnh hưởng mạnh mẽ không chỉ đối với những học trò của ông như Sigmund Freud, Kazimierz Twardowski, Alexius Meinong, Carl Stumpf, Anton Marty, Christian von Ehrenfels, và Tomáš Masaryk (cũng như học trò của Masaryk là Edmund Husserl), mà còn đối với nhiều tác phẩm của những người khác cũng nối gót và sử dụng những ý tưởng và khái niệm ban đầu của ông.
Franz Clemens Brentano (1838-1917) được biết đến chủ yếu nhờ vào việc đưa quan niệm ý hướng tính của triết học Kinh Viện vào trong triết học hiện đại. Brentano đã chịu ảnh hưởng mạnh mẽ bởi Aristotle, phong trào triết học Tôma, cũng như các trào lưu thực chứng luận và kinh nghiệm luận vào đầu thế kỷ XIX.

## Tiểu sử
Franz Brentano sinh ngày 16 tháng 1 năm 1838 ở Marienberg am Rhein (Đức), trong một gia đình trí thức Đức-Ý nặng về tôn giáo. Ông nghiên cứu toán học, thi ca, triết học và thần học ở Munich, Würzburg, và Berlin. Thời trung học ông đã làm quen với phái triết học Kinh viện, lên đại học ông nghiên cứu Aristotle với Trendelenburg ở Berlin, và đọc Comte cũng như những nhà duy nghiệm luận Anh (chủ yếu John Stuart Mill), toàn bộ những người đó đã gây ảnh hưởng to lớn lên trước tác của ông. Brentano nhận bằng tiến sĩ vào năm 1862 từ đại học Tübingen với luận án: On the Several Senses of Being in Aristotle (Về một vài ý nghĩa của hữu thể trong triết học Aristotle).
Sau khi tốt nghiệp, ông được thụ phong linh mục Công giáo vào năm 1864. Tuy nhiên ông đã tiếp tục sự nghiệp hàn lâm của mình ở Đại học Würzburg, nơi ông trình luận án giáo nghiệp The Psychology of Aristotle (Tâm lý học Aristotle) vào năm 1867. Sau luận án giáo nghiệp, Brentano bắt tay viết nên một tác phẩm nặng ký hơn nữa về những nền tảng của tâm lý học, mà ông đã đặt tên là Psychology from an Empirical Standpoint (Tâm lý học từ một lập trường thường nghiệm). Tập đầu tiên ấn hành vào năm 1874, tập thứ hai The Classification of Mental Phenomena (Sự giải minh về các hiện tượng tinh thần) ấn hành sau đó vào năm 1911, và những bản thảo rời của tập thứ ba Sensory and Noetic Consciousness (Ý thức tri giác và ý thức về hoạt động ý hướng) đã được ấn hành sau khi ông mất bởi Oskar Kraus vào năm 1928.
Brentano thường được mô tả như một vị thầy có sức lôi cuốn kỳ lạ. Cả cuộc đời của mình ông đã gieo ảnh hưởng lên một số lượng lớn học trò, nhiều người trong số họ đã trở thành những triết gia, những nhà tâm lý học nổi tiếng như Edmund Husserl, Alexius Meinong, Christian von Ehrenfels, Anton Marty, Carl Stumpf, Kasimir Twardowski, cũng như Sigmund Freud. Nhiều học trò của ông đã trở thành giáo sư trên khắp Đế quốc Áo-Hung, Marty và Ehrenfels ở Prague, Meinong ở Graz, và Twardowski ở Lvov, cũng như truyền bá thuyết Brentano trên hầu khắp Đế quốc Áo-Hung, qua đó để thấy được vai trò trung tâm của Brentano trong sự phát triển triết học ở Trung Âu mà đặc biệt về sau trong truyền thống triết học Áo.
Năm 1907, ông xuất bản Investigations of Sensory Psychology (Những nghiên cứu về tâm lý học tri giác), một tập hợp các bản văn ngắn về tâm lý học. Năm 1911 ông trình bày không chỉ tập thứ hai của Psychology from an Empirical Standpoint, mà còn hai tác phẩm bàn về Aristotle: trong Aristotle and his World View (Aristotle và Thế giới quan của ông) ông cung cấp một phác họa và giải thích về triết học của Aristotle. Trong Aristotle’s Theory of Origin of Human Mind (Học thuyết của Aristotle về nguồn gốc của tâm trí con người) Brentano tiếp tục tranh luận với Zeller. Tranh luận này đã bắt đầu từ những năm 1860, khi Brentano phê phán lối giải thích của Zeller về Aristotle trong Psychology of Aristotle của ông và đã trở nên căng thẳng và quyết liệt trong những thập niên 70, 80 của thế kỷ XIX.
Khi Italy gia nhập chiến tranh chống lại Đức và Áo trong suốt Thế chiến I, Brentano cảm thấy mình là công dân của cả ba nước nên đã rời khỏi Florence đến vùng trung lập Thụy Sĩ. Ông mất ở Zurich vào ngày 17 tháng 3 năm 1917.